# Provincia di Yatenga
La provincia di Yatenga è una delle 45 province del Burkina Faso, situata nella Regione del Nord. Il capoluogo è Ouahigouya.

## Struttura della provincia
La provincia di Yatenga comprende 13 dipartimenti, di cui 1 città e 12 comuni:

### Città
- Ouahigouya

### Comuni
- Barga
- Kaïn
- Kalsaka
- Kossouka
- Koumbri
- Namissiguima
- Oula
- Rambo
- Séguénéga
- Tangaye
- Thiou
- Zogoré